# Distorsiones (episodio de Los Soprano)
"Distorsiones" (título original en inglés: "Funhouse") es el vigésimo sexto episodio de la serie de HBO Los Soprano, el decimotercero y último capítulo de la segunda temporada de la serie. Fue escrito por David Chase, productor ejecutivo y creador de la serie, y Todd A. Kessler, coproductor de la serie, y dirigido por John Patterson. El capítulo fue estrenado el 9 de abril de 2000 en Estados Unidos y tuvo una audiencia de 9 millones de espectadores.
La revista Entertainment Weekly situó el episodio en el quinto lugar de su lista de los 10 mejores episodios de Los Soprano. Time lo catalogó en el noveno puesto.

## Protagonistas
- James Gandolfini como Tony Soprano.
- Lorraine Bracco como Dr. Jennifer Melfi
- Edie Falco como Carmela Soprano.
- Michael Imperioli como Christopher Moltisanti.
- Dominic Chianese como Corrado Soprano, Jr.
- Vincent Pastore como Pussy Bonpensiero.
- Steven Van Zandt como Silvio Dante.
- Tony Sirico como Paulie Gualtieri.
- Robert Iler como Anthony Soprano, Jr.
- Jamie-Lynn Sigler como Meadow Soprano.
- Drea de Matteo como Adriana La Cerva.
- y Nancy Marchand como Livia Soprano.

### Protagonistas invitados
- Jerry Adler como Hesh Rabkin.
- John Ventimiglia como Artie Bucco.

#### Otros protagonistas
| - Sofia Milos como Annalisa. - Louis Lombardi como Agente Skip Lipari. - Frank Pellegrino como Frank Cubitoso. - Nicole Burdette como Barbara Soprano Giglione. - Federico Castelluccio como Furio Giunta. - Dan Grimaldi como Patsy Parisi. - Tom Aldredge como Hugo DeAngelis. - John Fiore como Gigi Cestone. - Toni Kalem como Angie Bonpensiero. - Robert LuPone como Bruce Cusamano. - David Margulies como Neil Mink. - Matt Servitto como Agente Dwight Harris. | - Suzanne Shepherd como Mary DeAngelis. - Maureen Van Zandt como Gabriella Dante. - Barbara Andres como Tía Quintina. - David Anzuelo como Asistente de vuelo. - Kathleen Fasolino como Amiga de Meadow. - Ray Garvey como Vigilante del aeropuerto. - David Healy como Vicedirector. - Sig Libowitz como Hillel. - Ajay Mehta como Sundeep Kumar. - Jay Palit como Hombre indio. - y Robert Patrick como David Scatino. |

## Resumen del episodio
Poco después de que Janice se fuera a Seattle, Tony y su hermana menor Bárbara se reúnen en casa de Livia para acordar la nueva residencia de su madre. Livia no quiere ir a vivir a casa de Tony y Bárbara dice que su marido no quiere tenerla en casa. Tony, enfurecido, coge dos billetes robados de su coche y se los entrega a su madre para que vaya a Tucson, Arizona, con la tía Gemma y la tía Quin.

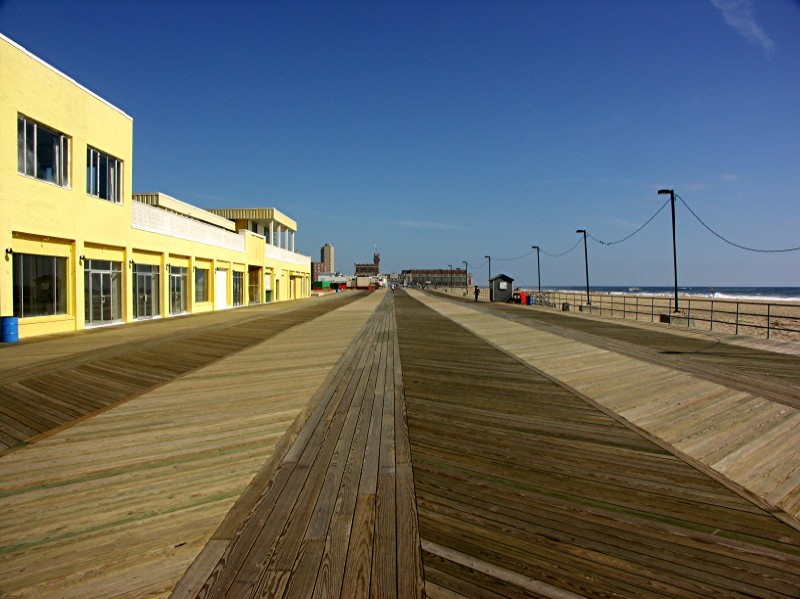
Paseo marítimo de Asbury Park, lugar en el que Tony Soprano tiene varios de sus sueños en el episodio.

Más tarde, Tony cierra un negocio de tarjetas de prepago para teléfonos móviles junto a Pussy con un empresario indio cenando en un restaurante indio. Para celebrar el éxito de la negociación se reúnen más tarde Paulie, Furio, Pussy, Silvio y Tony en el restaurante de Artie Bucco. Tony llega a casa y le regala un vestido de piel a su esposa. Esa misma noche, Tony tiene un primer sueño en el que se encuentra caminando por el paseo marítimo de Asbury Park y allí se encuentra con Paulie Walnuts, Silvio Dante, Christopher Moltisanti, Philly "Spoons" Parisi, Hesh y con un especialmente callado Big Pussy Bonpensiero. Al llegar Tony pregunta si "han venido ya" y sus amigos le responden que no. Acto seguido comienzan a hablar de una enfermedad terminal que le han diagnosticado y que le dan como fecha límite el 5 de septiembre, pero Christopher adelanta que Tony se va a quemar a lo bonzo antes de esa fecha. Tras comprender Tony "que no van a venir" decide echarse encima un barril de gasolina y Paulie le entrega un Zippo para quemarse. En ese momento Tony se despierta profundamente apenado preguntándose por el motivo de su vida, pero rápidamente se levanta de la cama para ir a vomitar al lavabo debido a una intoxicación alimentaria tras cenar en el restaurante indio.
Tony vuelve a la cama para dormir y tiene su segundo sueño. En él se encuentra nuevamente en Asbury Park, donde ve a su tío Junior y a Silvio Dante, quien le pregunta que "a dónde va" y "qué está buscando", además de revelarle que "nuestro auténtico enemigo no está aquí; no se ha presentado". También se ve a sí mismo jugando a las cartas en una vieja fábrica con Paulie, a quien termina asesinando. Al día siguiente, durante una de las sesiones con la Doctora Melfi, a quien le cuenta sus sueños, Tony tiene una alucinación con Annalisa, que se presenta en el lugar de Melfi. Esa noche, Tony vuelve a levantarse con náuseas y experimenta un pequeño sueño en el que se encuentra en un Mini conducido por Adriana, acompañado por Christopher y Furio. En ese sueño sólo se observa a Tony preguntando por el paradero de Pussy y Furio entregando a Tony un rollo de papel higiénico.
A la mañana siguiente, Artie Bucco se presenta en casa de los Soprano para terminar el menú de graduación de Meadow. Tony le pide que suba a la habitación para preguntarle si es posible que se intoxicara en el Vesuvio. Artie llama a Pussy para comprobar si él también está intoxicado, pero se encuentra correctamente. Artie le asegura que es por culpa del restaurante indio y la "mantequilla aclarada" que utilizan. En otro de sus sueños, Tony se encuentra en la consulta de la Doctora Melfi, con quien tiene relaciones sexuales. Al despertarse se encuentra con su vecino, el Doctor Cusamano, que estaba comprobando su estado. Nuevamente vuelve a dormirse y tiene un último sueño. Tony aparece de nuevo en Asbury Park y habla con un pez que en realidad es Pussy. Éste le recuerda que está trabajando para el gobierno, pero Tony no le quiere creer. Pussy le dice que pasó "mucho" de promocionarle como excusa a haber trabajado para el FBI.
Después de ese último sueño, Tony se levanta y decide ir a casa de Pussy con Silvio con la intención de buscar micrófonos en su casa. Como excusa le dice a Pussy que van a ver un barco y quiere que le aconsejen, además de hacer creer que sigue intoxicado y utilizar el lavabo para buscar los micros. Finalmente los encuentra y se marchan todos al barco. En el puerto les espera Paulie y zarpan con la idea de probar la nave. Ya en alta mar, bajan al interior del barco y allí Tony obliga a Pussy a admitir su colaboración con el FBI. Pussy reconoce haber estado informando al FBI durante "un año y medio" pero solo les informaba de "chorradas". Cuando parece que todo se va a solucionar, los cuatro toman unos chupitos de tequila a petición de Pussy. Sin embargo, comprende que no es así y pide a sus amigos que no le disparen en la cara ni en los ojos, por su honor. Sus amigos le despiden con un "eras como un hermano para mí. Para todos" antes de ejecutarle y lanzarle con los pesos al océano.
Mientras, Livia es retenida en el Aeropuerto Internacional Libertad de Newark por los billetes robados, razón por la que el FBI se presenta en casa de los Soprano con una orden judicial para registrar la casa y llevarse detenido a Tony. Rápidamente contacta con su abogado Neil Mink para poder estar presente al día siguiente en la graduación de Meadow. Allí propone a Christopher pasar a ser miembro formal de la organización. Durante la fiesta, Tony se encuentra con David Scatino, que se ha separado de su mujer y a su hijo lo han aceptado en la Universidad de Georgetown, aunque no tiene fondos para costearlo, por lo que se marcha a trabajar al Oeste. Por su parte, Angie Bonpensiero está molesta con su marido porque no ha aparecido en la fiesta de graduación.
El episodio y la temporada termina con un montaje de imágenes en las que se pone de contraste la abundancia de la fiesta en casa de los Soprano y sus partidas de cartas frente a las empresas con las que Tony ha hecho fortuna —Barone Sanitation, un cine de salas para adultos, un hombre vendiendo tarjetas de prepago en la calle, el motel de Teittleman, la oficina ahora vacía donde consiguieron los beneficios bursátiles con Webistics y Scatino marchándose arruinado—.

## Primeras apariciones
En el episodio realizan sus primeras apariciones los siguientes personajes:
- Quintina Pollio Blundetto: la hermana menor de Livia Soprano.
- Pasquale "Patsy" Parisi: soldado del equipo Soprano/Gualtieri/Moltisanti y gemelo del fallecido Philly "Spoons" Parisi.

## Fallecidos
- Salvatore "Big Pussy" Bonpensiero: asesinado por Tony, Silvio y Paulie por ser un confidente del FBI. Su cuerpo fue arrojado al océano.

## Música
- La canción que aparece al final del episodio, incluyendo los créditos finales, es "Thru and Thru" de The Rolling Stones (y cantada por Keith Richards) del álbum de 1994 Voodoo Lounge.[5]
- Mientras Meadow está en su habitación después de ser arrestado Tony cuando ella llega a casa con sus amigos se puede escuchar la canción "Diamonds & Rust" de Joan Baez.[5]
- En uno de los sueños de Tony, y mientras se dirige al puerto con Pussy y Silvio, en la radio del coche suena sencillo "Free Fallin'" de Tom Petty and The Heartbreakers.[5]